# Washington-Grizzly Stadium
O Washington-Grizzly Stadium é um estádio localizado em Missoula, Montana, Estados Unidos, possui capacidade total para 25.217 pessoas, é a casa do time de futebol americano universitário Montana Grizzlies football da Universidade de Montana. O estádio foi inaugurado em 1986.